# Cane da pastore del Caucaso

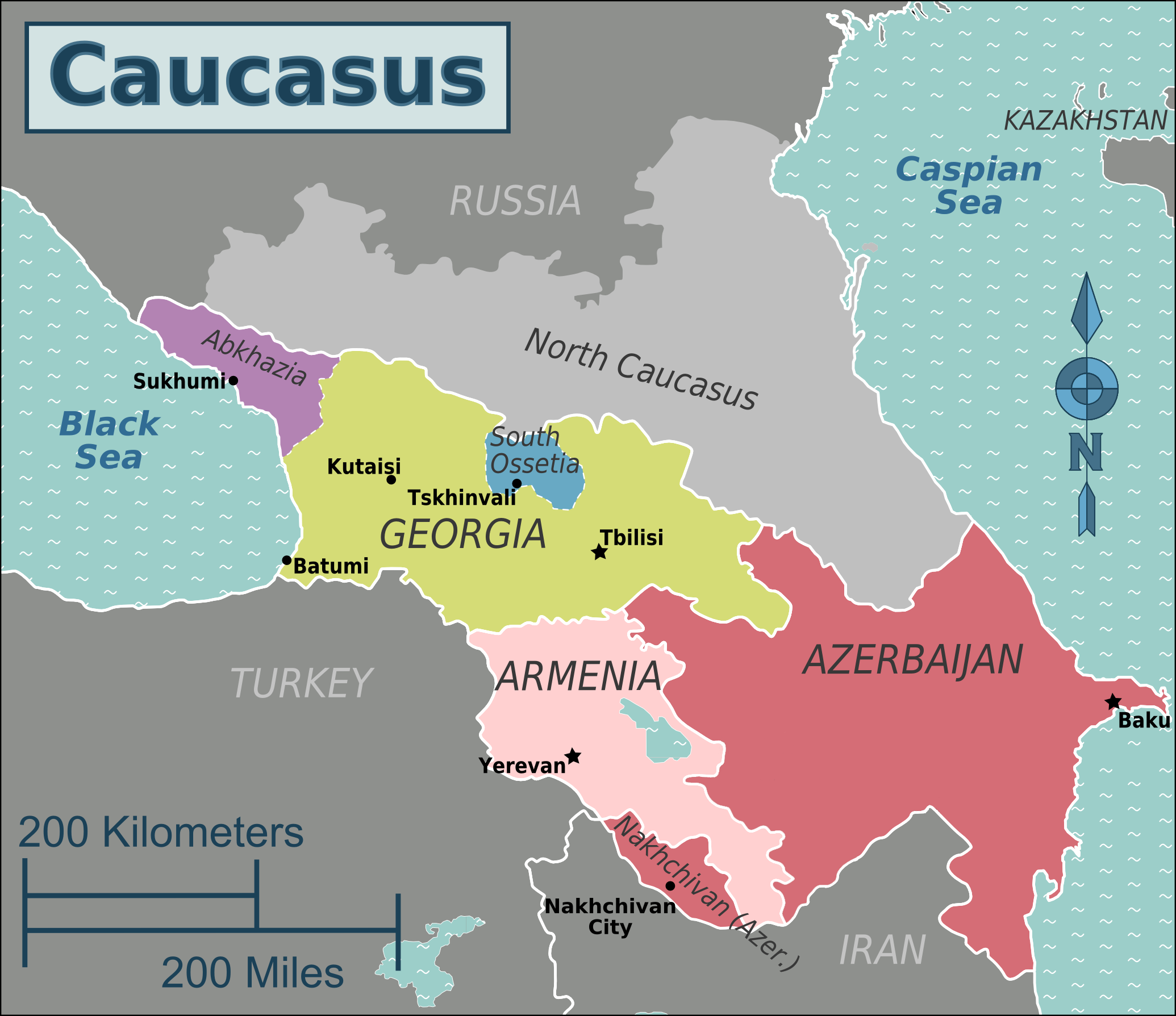
Mappa della Transcaucasia

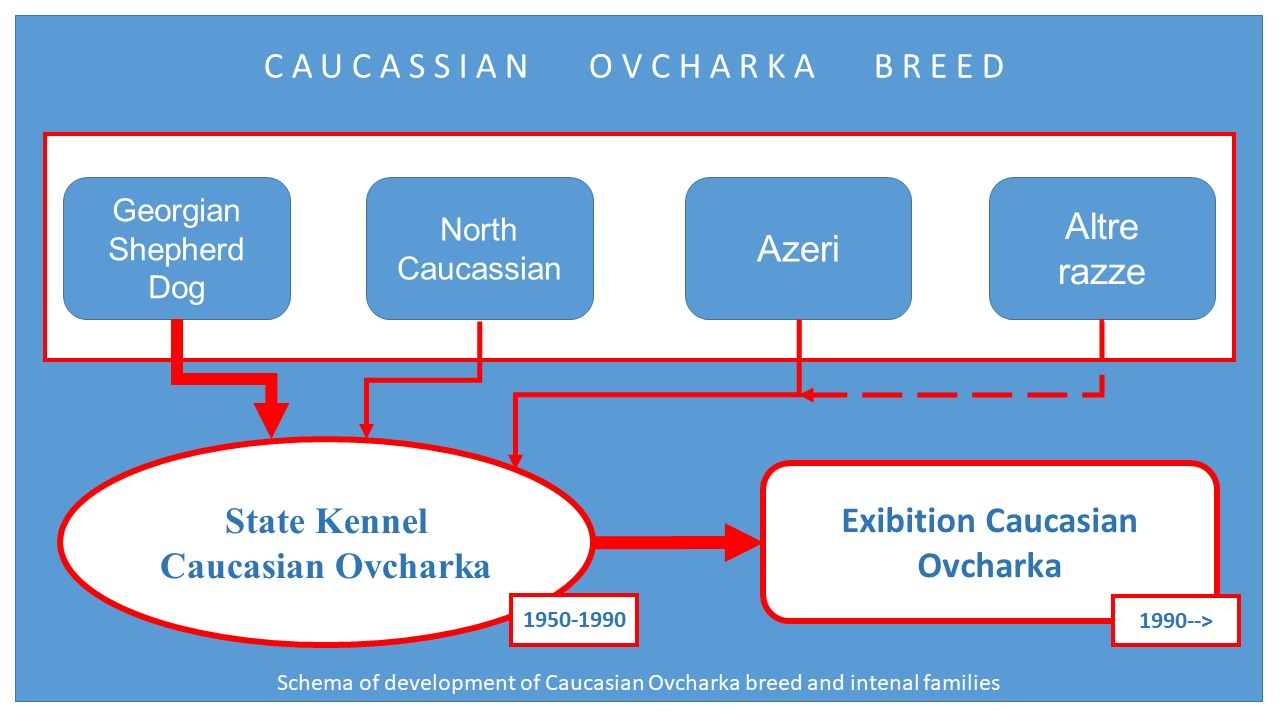
Formazione storica del cane da pastore del Caucaso

Il cane da pastore del Caucaso è una razza di cane di grande taglia popolare in Azerbaigian, Georgia, Armenia e Russia. 

## Storia
Il pastore del Caucaso, cane le cui lontane origini sono da ricercare tra i più antichi pastori-custodi (quei cani dell'Asia centrale che hanno dato probabilmente origine a quasi tutti i molossoidi, e in particolare al gruppo dei cani da montagna), deriva direttamente da diversi ceppi di cani che, in una vasta zona circostante la catena del Caucaso, compresa oggi nelle repubbliche dell'Armenia, dell'Azerbaigian, della Georgia e della Russia, erano tradizionalmente adibiti alla difesa del bestiame da ladri e predatori. Da qui la denominazione russa Kavkazskaja Ovtčarka (cane pastore del Caucaso).
Fu fiore all'occhiello presso i celebri canili "Stella Rossa" dell'esercito sovietico e adottato da quest'ultimo come cane ufficiale entrando a far parte di ogni pattuglia militare. In Europa il pastore del Caucaso ha iniziato a diffondersi solo di recente (a partire dagli anni ottanta), grazie ad allevatori dei paesi dell'ex blocco sovietico, in particolare la Polonia, l'ex Cecoslovacchia e l'Ungheria.

## Descrizione
La coda ha un'attaccatura alta e pendente verso il basso, a forma di falce o di uncino. I colori prevalenti sono il grigio di varie sfumature, rossiccio, paglia, bianco, bruno-rossastro, pezzato o maculato.
Il colore nero è considerato un gravissimo difetto. Il mantello è dritto e ruvido, con sottopelo fitto. Esistono tre varietà: a pelo lungo con criniera, a pelo lungo senza criniera e a pelo corto. Gli occhi sono piccoli, di forma ovale e di colore scuro. Le orecchie invece sono poste in alto e generalmente tagliate corte. La testa è massiccia, larga con assi cranio-facciali paralleli mentre i piedi sono grandi, ovali, compatti e chiusi.
L'altezza ideale per le femmine è tra 67 e 70 centimetri, il peso intorno a 45 chilogrammi. Per i maschi l'altezza dovrebbe variare tra i 72 e i 75 centimetri, con un peso tra 50 e 90 chilogrammi. Sono presenti individui di stazza molto superiore di anche 100 kg e altezza al garrese di 85-90 cm.

## Carattere
Si tratta di un cane molto forte, coraggioso e spiccatamente territoriale. Come tutti i discendenti dei primitivi cani di montagna, non è adatto come prima adozione in quanto dal nono al quattordicesimo mese ha un cambio di carattere. Il cane da goffo e giocherellone diventa un cane da guardia a tutti gli effetti molto protettivo nei confronti del proprietario, della famiglia e del suo territorio. Per instaurare una relazione gerarchicamente corretta bisogna avere un carattere fermo e mai violento nei confronti del cane senza avere timore. Il cane essendo forte e orgoglioso metterà molte volte in discussione la leadership, quindi bisogna essere fermi.

## Cure
Delle spazzolate periodiche sono sufficienti per eliminare il pelo morto e per mantenere in ordine il mantello. Si consiglia di abituare il cane fino da piccolo a farsi soffiare via il pelo morto e le impurità con getti di aria. Il sottopelo molto fitto ne rende difficile la pulizia in profondità.

## Diffusione
Nel 2004 sono stati iscritti 259 cuccioli ai libri genealogici ENCI e la sua diffusione è piuttosto costante.
È stato inserito nell'elenco delle razze pericolose (non più in vigore). Consigliata prudenza nell'adozione e nel caso farsi accompagnare fin dalla scelta dell'allevamento da cui scegliere il cane da un educatore cinofilo, prima ancora della nascita dei cuccioli per valutare le condizioni, il carattere e lo stato di stress della madre.